# Santa Cruz Balanyá
Santa Cruz Balanyá – miasto w południowej Gwatemali,  w departamencie Chimaltenango, leżące w odległości 30 km na zachód od stolicy departamentu w centralnej części Sierra Madre de Chiapas. Miasto jest siedzibą władz gminy o tej samej nazwie, która w 2012 roku liczyła 7868 mieszkańców. Jest to najmniejsza obszarowo gmina, a jej powierzchnia obejmuje tylko 40 km².